# UTC+4:51
UTC+4:51 foi o fuso horário utilizado pela cidade de Mumbai (Índia) até 1951, quando foi retirada a diferença de 39 minutos com relação ao Indian Standard Time (UTC+5:30).
Longitude ao meio: 72º 15' 00" L 